# Groot takmos
Groot takmos (Ramalina fraxinea, basioniem: Lichen fraxineus) is een korstmossoort uit de familie Ramalinaceae. Het is een van de grootste korstmossen die in Nederland voorkomt. De soort bestaat uit een mutualistische symbiose van de schimmel Ramalina fraxinea en een groenwier van het geslacht Trebouxia.

## Determinatie
Groot takmos is een struikvormig korstmos. Het zit met een centrale voet vast aan de bast van de boom. De 2–25 cm brede en 2–20 cm lange bladachtige thalli zijn grijs tot geelgroen, vlak tot geribbeld en breed bandvormig. Ze hebben een spitse top en de onderkant is iets bleker dan de bovenkant.
De bleekgele tot grijsgroene, 2–10 mm grote apotheciën hebben een rand of zijn vlak en komen aan beide zijden van de bladachtige structuren voor. Soralen ontbreken, maar wel zijn meestal kleine, lichtkleurige pseudocyphellen aanwezig. Pseudocyphellen zijn kleine, punt- tot streepvormige openingen in het oppervlak van het thallus en zorgen voor de gasuitwisseling. De ascosporen zijn niervormig.

## Ecologie
De soort groeit op 2–4 m hoogte op de stam of gesteltakken van laanbomen of vrijstaande loofbomen met een neutrale schors, vooral oude erf- en wegbomen van zomereik, es, iep, populier en linde. De soort is zeer gevoelig voor luchtvervuiling.

### Syntaxonomie
In de syntaxonomie staat groot takmos te boek als kensoort voor de trompettakmos-associatie (Ramalinetum fastigiatae) binnen de klasse van haarmutsen en vingermossen.

## Verspreiding
Groot takmos is zeldzaam in Noordoost-Nederland en zeer zeldzaam elders in Nederland. In de jaren 1950 werd groot takmos nog veelvuldig gevonden op iep. Door de iepenziekte en door vervuiling van de lucht met zwaveldioxide is de soort in de jaren 1970 sterk achteruitgegaan. Ondanks terugdringen van de zwaveluitstoot plant de soort zich nauwelijks meer voort. Alleen langs de kust zijn nieuwe vestigingen gevonden. De soort is in Nederland zeer zeldzaam en staat op de Nederlandse Rode Lijst als bedreigd.